# Arbitro (hockey su prato)

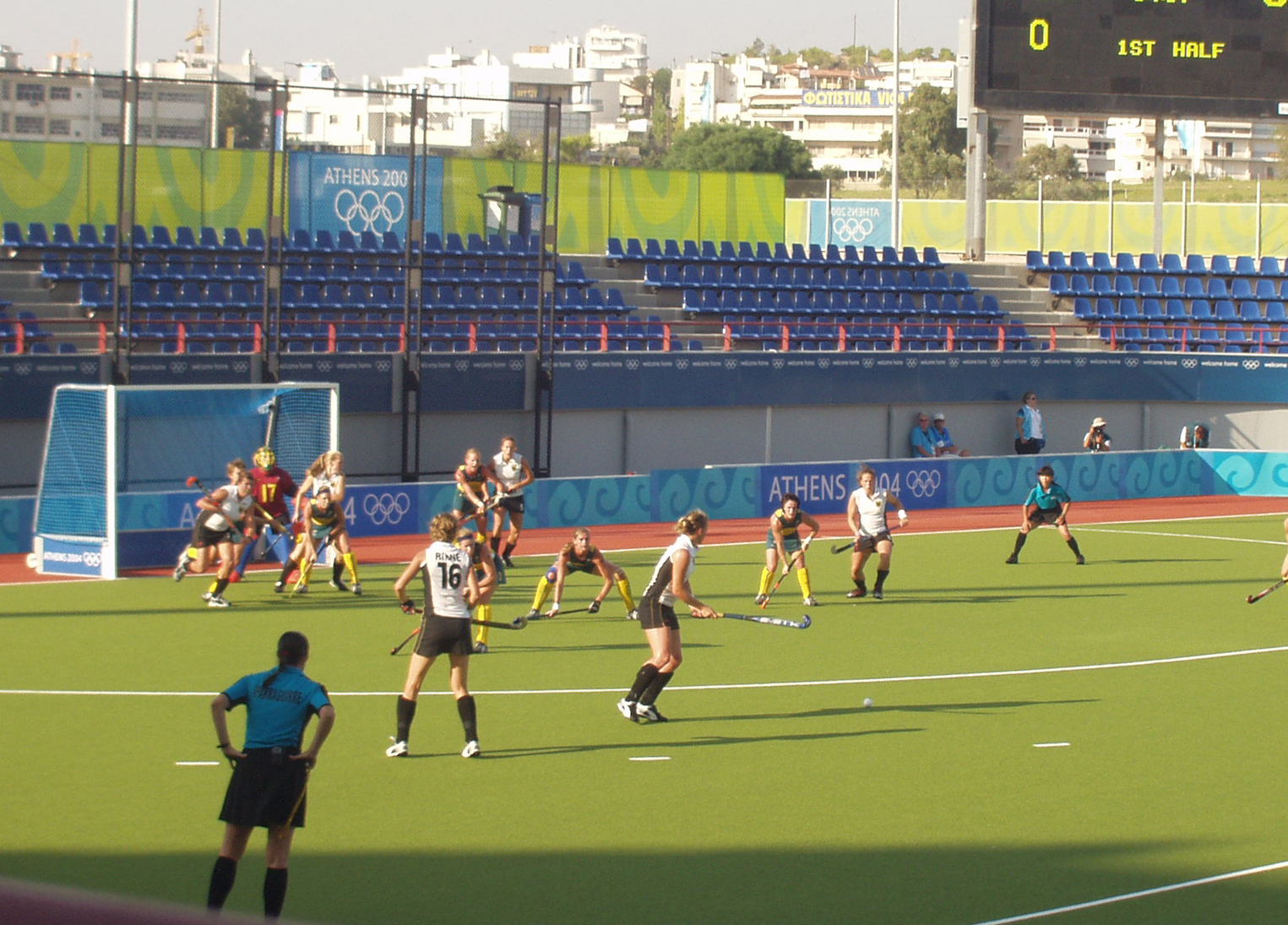
Un'azione di gioco con i due arbitri (maglia azzurra) ai due lati del campo

Un arbitro nell'hockey su prato è colui che controlla il corretto svolgimento di una partita in accordo con le regole del gioco. Ogni partita è controllata da due arbitri.

## Compiti
Il compito degli arbitri è di controllare la partita, fare applicare le regole del gioco, far mantenere sicuro il gioco ed essere i giudici della correttezza del gioco.
Ogni arbitro ha la responsabilità primaria per le decisioni in una metà del campo, ed è l'unico autorizzato ad assegnare un tiro di angolo corto, un rigore o un gol nella propria metà campo o un tiro libero nella loro area. In ogni caso, possono consultare il loro collega prima di prendere queste decisioni. Originariamente le metà campo di competenza venivano considerate in base alla divisione dalla linea orizzontale di metà campo; adesso la divisione viene effettuata generalmente tracciando una diagonale del campo. Per infrazioni delle regole all'incirca ai confini delle "aree di controllo" dei due arbitri, la giurisdizione è generalmente data a quell'arbitro verso il quale si sta dirigendo il gioco.
Inoltre, gli arbitri devono anche assicurare che la partita si svolga per una durata di tempo opportuna e prendere nota delle marcature di gol e dell'assegnazione di cartellini ai giocatori.
Analogamente agli arbitri di calcio, molte decisioni sono segnalate usando un fischietto e l'utilizzo di vari segni con le mani.

## Posizionamento
Quando il gioco si sta svolgendo nell'area di tiro o intorno, l'arbitro competente prende posizione generalmente dentro l'area, in particolare se l'azione si sta sviluppando a partire dall'altra parte del campo, mentre quando il gioco si sta svolgendo all'incirca a metà campo la sua posizione è vicina alla linea laterale (sul lato destro guardando la porta per la quale sono responsabili). L'esatto posizionamento dell'arbitro è determinato dalla necessità di poter guardare la palla ed essere vicino al centro dell'azione. La posizione preferita di molti arbitri è dietro il gioco, sulla destra, mentre l'altro arbitro è circa 20 metri indietro, a un angolo di 45° con l'altro.

## Storia
Ai primordi dell'hockey su prato le decisioni potevano essere prese solo su richiesta dei giocatori (fino al 1907), e se non c'erano ufficiali di gara disponibili il capitano della squadra poteva agire come arbitro oltre a giocare.
Durante il tempo è sempre più emersa la volontà di avere arbitri neutrali, nonostante molte partite siano ancora giocate con un arbitro da ognuna delle due squadre.